# 2006년 미국 하원의원 선거
2006년 미국 하원의원 선거는 2006년 11월 7일에 치른 미국의 하원의원선거이다. 민주당이 12년만에 과반을 회복하였으며, 공화당은 민주당의 현역 선거구에서 단 한명도 당선자를 내지 못하였다.